# くすのき台
1. 埼玉県所沢市の地名。本稿で解説する。
2. 広島県広島市の地名。広島県広島市安佐北区安佐町大字くすのき台。

くすのき台（くすのきだい）は、埼玉県所沢市の地名。 現行行政地名はくすのき台一丁目からくすのき台三丁目。郵便番号は359-0037。

## 地理
所沢市内の南部に位置する所沢駅（西武新宿線・池袋線）の東口に隣接するエリアで、同池袋線上り線路のカーブに囲まれた当地区の輪郭は概ね扇形のような形をしている。 北で旭町、東で上安松、南で北秋津、南西で久米の飛地、西で日吉町と隣接する。地区内は、線路沿いは住宅街でアパートなどが多く、比較的道幅の狭小な複数の踏切が頻繁に開閉する。
中央部は市営駐輪場や公園などが点在し、駅東口中央通り沿いにはオフィスや予備校などのテナントが入る貸しビルが立ち並んでいる。

### 地価
住宅地の地価は、2017年（平成29年）1月1日の公示地価によれば、くすのき台2丁目3番5の地点で28万7000円/m2となっている。所沢市内で最も地価が高い。

## 歴史

### 沿革
- 1986年（昭和61年）11月2日 - 所沢駅東口土地区画整理事業により、大字所沢および大字上安松、大字秋津、大字久米の各一部から地番変更され、くすのき台が成立する[5][6][7]。なお、同日大字所沢はこれにより消滅する[6]。

### 地名の由来
駅前に大きな楠があることに由来する。

## 世帯数と人口
2017年（平成29年）9月30日現在の世帯数と人口は以下の通りである。
| 丁目             | 世帯数    | 人口    |
| ---------------- | --------- | ------- |
| くすのき台一丁目 | 403世帯   | 647人   |
| くすのき台二丁目 | 666世帯   | 1,221人 |
| くすのき台三丁目 | 808世帯   | 1,547人 |
| 計               | 1,877世帯 | 3,415人 |

## 小・中学校の学区
市立小・中学校に通う場合の学区（校区）は以下の通り。
| 町丁       | 番・番地  | 小学校                         | 中学校                         |
| ---------- | --------- | ------------------------------ | ------------------------------ |
| くすのき台 | 北部 東部 | 所沢市立所沢小学校（元町）     | 所沢市立所沢中学校（けやき台） |
| くすのき台 | 南部      | 所沢市立北秋津小学校（北秋津） | 所沢市立南陵中学校（久米）     |
| くすのき台 | 西部      | 所沢市立松井小学校（上安松）   | 所沢市立東中学校（牛沼）       |

## 交通

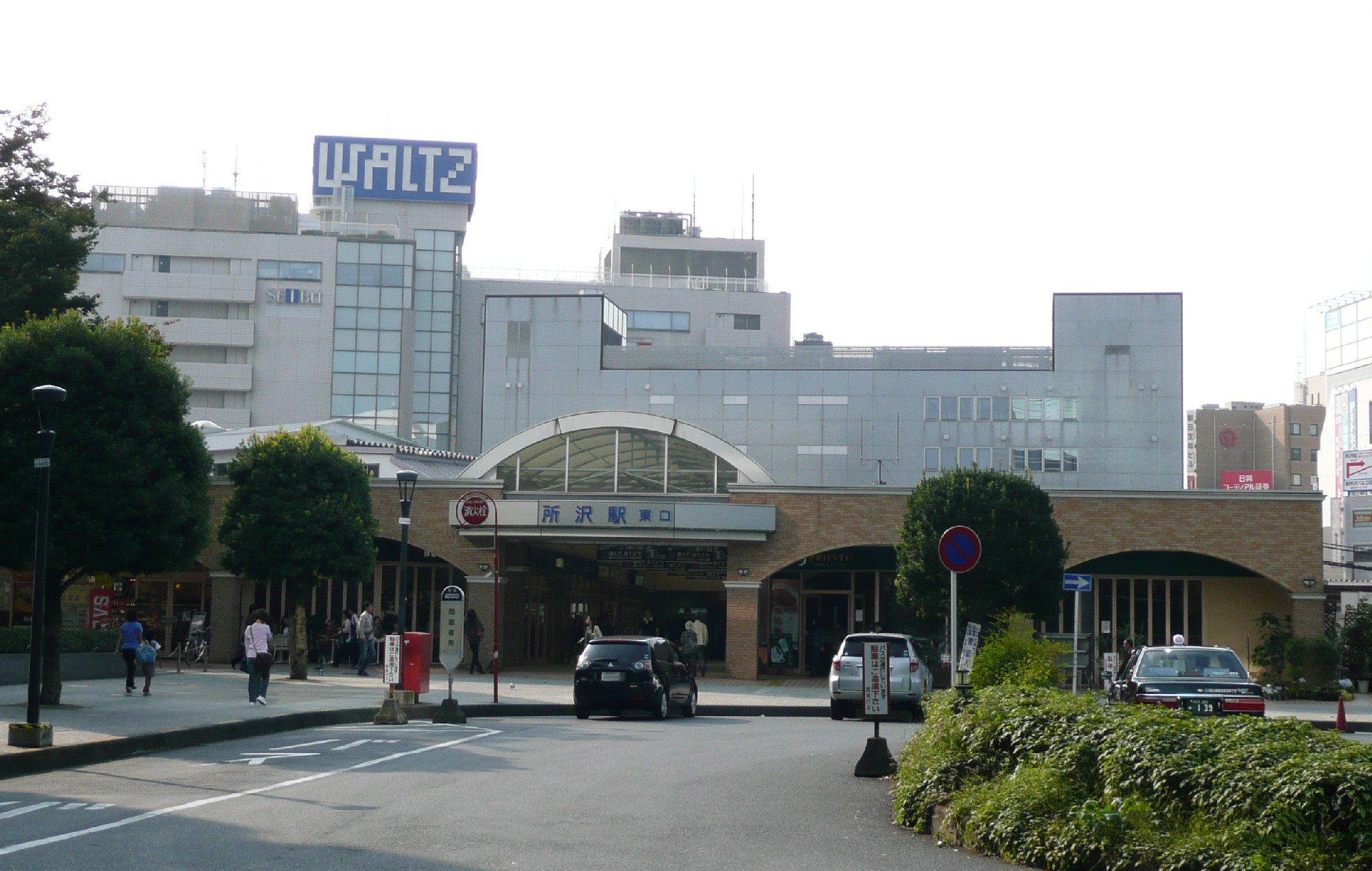
所沢駅東口（2008年10月）

### 鉄道
- 西武鉄道（西武新宿線･西武池袋線）所沢駅 - 東口

### 道路
- 市道「所沢東口中央通り」
- 市道「くすのき通り」

交差点
- 「くすの木台」
- 「所沢駅東口入口」
- 「北秋津小入口」

## 施設

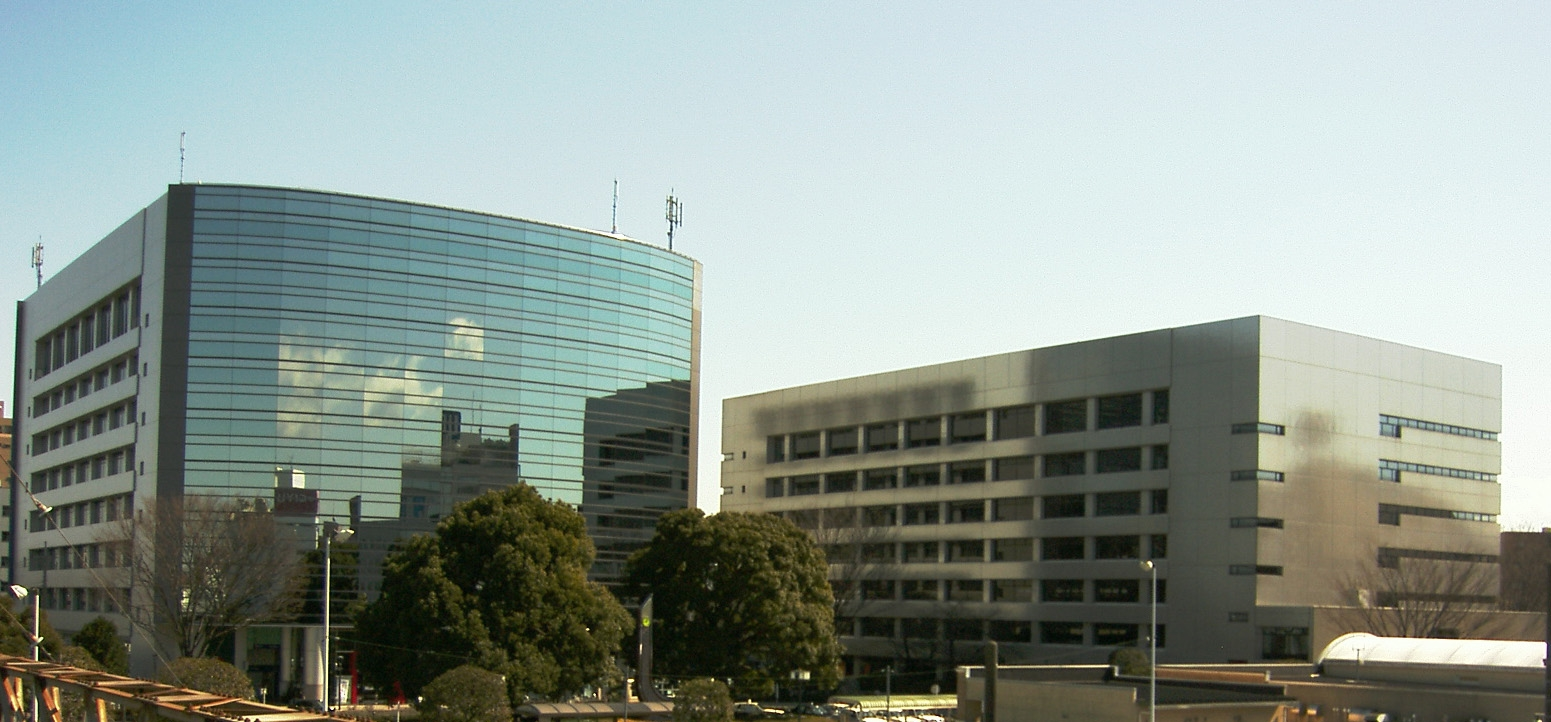
西武鉄道本社（右）・第二ビル（左）

- 所沢駅（駅ビル）
- 西武鉄道本社･第二ビル
- 所沢東口郵便局
- 埼玉りそな銀行所沢東口支店
- 私立くすのき台保育園[9]
- 私立ところっこ保育園
- 長者久保公園
- 北の台公園
- 所沢市消防団第3分団詰所

## 脚註
1. 1 2  “最新の人口について”.   所沢市 (2017年10月17日). 2017年10月20日閲覧。
2. 1 2  “郵便番号”.  日本郵便. 2017年10月20日閲覧。
3. ↑  “市外局番の一覧”.   総務省. 2017年5月29日閲覧。
4. ↑  国土交通省地価公示・都道府県地価調査
5. 1 2  『歴史物語』 167頁
6. 1 2  『角川日本地名大辞典 11 埼玉県』 増補9頁。
7. ↑  町名変更・住居表示事業実施一覧 (PDF)  - 所沢市ホームページ
8. ↑  「地名散歩」147頁
9. ↑  埼玉県では初の学校法人立の保育園。- 所沢市ホームページ・くすのき台保育園 Archived 2011年1月2日, at the Wayback Machine. 学校法人所沢文化幼稚園 2011年3月閲覧